# Ixophorus
Ixophorus Schltdl. é um género botânico pertencente à família Poaceae.